# Coppa del Mondo di biathlon 2024
La Coppa del Mondo di biathlon 2024 è stata la quarantasettesima edizione della manifestazione organizzata dall'Unione Internazionale Biathlon; è iniziata il 25 novembre 2023 a Östersund, in Svezia, e si è conclusa il 17 marzo 2024 a Canmore, in Canada. Nel corso della stagione si sono tenuti a Nové Město na Moravě i Campionati mondiali di biathlon 2024, non validi ai fini della Coppa del Mondo, il cui calendario ha contemplato dunque un'interruzione nel mese di febbraio.
Sia in campo maschile sia in campo femminile si sono disputate 26 gare (21 individuali, 5 a squadre) in 9 diverse località; le staffette miste sono state 6, disputate in 3 diverse località. In seguito all'invasione dell'Ucraina, gli atleti russi e bielorussi sono stati esclusi dalle competizioni.
In campo maschile il norvegese Johannes Thingnes Bø, campione uscente, ha vinto nuovamente la Coppa del mondo generale, oltre a quella di individuale, quella di inseguimento e quella di partenza in linea; il suo connazionale Tarjei Bø quella di sprint.
In campo femminile l'italiana Lisa Vittozzi ha vinto la Coppa del Mondo generale, oltre a quelle di inseguimento e di individuale; la norvegese Ingrid Landmark Tandrevold ha vinto la Coppa del Mondo di sprint e la francese Lou Jeanmonnot quella di partenza in linea. La francese Julia Simon era la detentrice uscente della Coppa generale femminile.

## Uomini

### Risultati
| Data             | Località          | Nazione     | Spec. | Primo                                                                                  | Secondo                                                                    | Terzo                                                               |
| ---------------- | ----------------- | ----------- | ----- | -------------------------------------------------------------------------------------- | -------------------------------------------------------------------------- | ------------------------------------------------------------------- |
| 26 novembre 2023 | Östersund         | Svezia      | IN    | Roman Rees                                                                             | Justus Strelow                                                             | Johannes Thingnes Bø                                                |
| 30 novembre 2023 | Östersund         | Svezia      | RL    | Norvegia Endre Strømsheim Tarjei Bø Johannes Thingnes Bø Vetle Sjåstad Christiansen    | Francia Éric Perrot Émilien Jacquelin Fabien Claude Quentin Fillon Maillet | Germania David Zobel Philipp Nawrath Benedikt Doll Johannes Kühn    |
| 2 dicembre 2023  | Östersund         | Svezia      | SP    | Philipp Nawrath                                                                        | Tarjei Bø                                                                  | Vebjørn Sørum                                                       |
| 3 dicembre 2023  | Östersund         | Svezia      | PU    | Sebastian Samuelsson                                                                   | Philipp Nawrath                                                            | Vetle Sjåstad Christiansen                                          |
| 8 dicembre 2023  | Hochfilzen        | Austria     | SP    | Tarjei Bø                                                                              | Sturla Holm Lægreid                                                        | Sebastian Samuelsson                                                |
| 9 dicembre 2023  | Hochfilzen        | Austria     | PU    | Johannes Thingnes Bø                                                                   | Johannes Dale                                                              | Tarjei Bø                                                           |
| 10 dicembre 2023 | Hochfilzen        | Austria     | RL    | Norvegia Sturla Holm Lægreid Tarjei Bø Johannes Thingnes Bø Vetle Sjåstad Christiansen | Francia Éric Perrot Émilien Jacquelin Fabien Claude Quentin Fillon Maillet | Germania David Zobel Johannes Kühn Philipp Nawrath Benedikt Doll    |
| 15 dicembre 2023 | Lenzerheide       | Svizzera    | SP    | Benedikt Doll                                                                          | Johannes Thingnes Bø                                                       | Philipp Nawrath                                                     |
| 16 dicembre 2023 | Lenzerheide       | Svizzera    | PU    | Johannes Thingnes Bø                                                                   | Endre Strømsheim                                                           | Sturla Holm Lægreid                                                 |
| 17 dicembre 2023 | Lenzerheide       | Svizzera    | MS    | Johannes Thingnes Bø                                                                   | Johannes Dale                                                              | Tarjei Bø                                                           |
| 5 gennaio 2024   | Oberhof           | Germania    | SP    | Benedikt Doll                                                                          | Sturla Holm Lægreid                                                        | Endre Strømsheim                                                    |
| 6 gennaio 2024   | Oberhof           | Germania    | PU    | Endre Strømsheim                                                                       | Sturla Holm Lægreid                                                        | Johannes Dale                                                       |
| 7 gennaio 2024   | Oberhof           | Germania    | RL    | Norvegia Endre Strømsheim Sturla Holm Lægreid Tarjei Bø Johannes Thingnes Bø           | Germania Roman Rees Benedikt Doll Philipp Nawrath Philipp Horn             | Italia Elia Zeni Didier Bionaz Lukas Hofer Tommaso Giacomel         |
| 11 gennaio 2024  | Ruhpolding        | Germania    | RL    | Norvegia Sturla Holm Lægreid Johannes Dale Tarjei Bø Vetle Sjåstad Christiansen        | Germania Justus Strelow Johannes Kühn Benedikt Doll Philipp Nawrath        | Italia Elia Zeni Didier Bionaz Lukas Hofer Tommaso Giacomel         |
| 13 gennaio 2024  | Ruhpolding        | Germania    | SP    | Vetle Sjåstad Christiansen                                                             | Tommaso Giacomel                                                           | Tarjei Bø                                                           |
| 14 gennaio 2024  | Ruhpolding        | Germania    | PU    | Johannes Dale                                                                          | Vetle Sjåstad Christiansen                                                 | Johannes Thingnes Bø                                                |
| 18 gennaio 2024  | Anterselva        | Italia      | IN    | Johannes Thingnes Bø                                                                   | Tarjei Bø                                                                  | Johannes Kühn                                                       |
| 21 gennaio 2024  | Anterselva        | Italia      | MS    | Vetle Sjåstad Christiansen                                                             | Johannes Dale                                                              | Vebjørn Sørum                                                       |
| 1º marzo 2024    | Oslo Holmenkollen | Norvegia    | IN    | Sturla Holm Lægreid                                                                    | Tarjei Bø                                                                  | Vetle Sjåstad Christiansen                                          |
| 2 marzo 2024     | Oslo Holmenkollen | Norvegia    | MS    | Sturla Holm Lægreid                                                                    | Benedikt Doll                                                              | Jesper Nelin                                                        |
| 8 marzo 2024     | Soldier Hollow    | Stati Uniti | RL    | Norvegia Sturla Holm Lægreid Tarjei Bø Johannes Thingnes Bø Vetle Sjåstad Christiansen | Italia Patrick Braunhofer Tommaso Giacomel Didier Bionaz Lukas Hofer       | Germania Justus Strelow Johannes Kühn Benedikt Doll Philipp Nawrath |
| 9 marzo 2024     | Soldier Hollow    | Stati Uniti | SP    | Éric Perrot                                                                            | Émilien Jacquelin                                                          | Johan-Olav Botn                                                     |
| 10 marzo 2024    | Soldier Hollow    | Stati Uniti | PU    | Johannes Thingnes Bø                                                                   | Tarjei Bø                                                                  | Émilien Jacquelin                                                   |
| 15 marzo 2024    | Canmore           | Canada      | SP    | Johannes Thingnes Bø                                                                   | Tommaso Giacomel                                                           | Tarjei Bø                                                           |
| 16 marzo 2024    | Canmore           | Canada      | PU    | Johannes Thingnes Bø                                                                   | Sebastian Samuelsson                                                       | Éric Perrot                                                         |
| 17 marzo 2024    | Canmore           | Canada      | MS    | Johannes Thingnes Bø                                                                   | Johannes Dale                                                              | Émilien Jacquelin                                                   |

Legenda:

IN = individuale (20 km)

SP = sprint (10 km)

PU = inseguimento (12,5 km)

MS = partenza in linea (15 km)

RL = staffetta (4x7,5 km)

### Classifiche

#### Generale
| Pos. | Nome                       | Nazione  | Punti |
| ---- | -------------------------- | -------- | ----- |
| 1    | Johannes Thingnes Bø       | Norvegia | 1262  |
| 2    | Tarjei Bø                  | Norvegia | 1080  |
| 3    | Johannes Dale              | Norvegia | 949   |
| 4    | Sturla Holm Lægreid        | Norvegia | 862   |
| 5    | Vetle Sjåstad Christiansen | Norvegia | 817   |
| 6    | Émilien Jacquelin          | Francia  | 712   |
| 7    | Endre Strømsheim           | Norvegia | 700   |
| 8    | Tommaso Giacomel           | Italia   | 688   |
| 9    | Sebastian Samuelsson       | Svezia   | 671   |
| 10   | Martin Ponsiluoma          | Svezia   | 638   |

#### Sprint
| Pos. | Nome                 | Nazione  | Punti |
| ---- | -------------------- | -------- | ----- |
| 1    | Tarjei Bø            | Norvegia | 384   |
| 2    | Johannes Thingnes Bø | Norvegia | 324   |
| 3    | Sturla Holm Lægreid  | Norvegia | 302   |
| 4    | Benedikt Doll        | Germania | 301   |
| 5    | Tommaso Giacomel     | Italia   | 282   |

#### Inseguimento
| Pos. | Nome                 | Nazione  | Punti |
| ---- | -------------------- | -------- | ----- |
| 1    | Johannes Thingnes Bø | Norvegia | 491   |
| 2    | Johannes Dale        | Norvegia | 353   |
| 3    | Tarjei Bø            | Norvegia | 350   |
| 4    | Sebastian Samuelsson | Svezia   | 315   |
| 5    | Sturla Holm Lægreid  | Norvegia | 294   |

#### Partenza in linea
| Pos. | Nome                       | Nazione  | Punti |
| ---- | -------------------------- | -------- | ----- |
| 1    | Johannes Thingnes Bø       | Norvegia | 252   |
| 2    | Johannes Dale              | Norvegia | 249   |
| 2    | Vetle Sjåstad Christiansen | Norvegia | 200   |
| 4    | Tarjei Bø                  | Norvegia | 181   |
| 5    | Émilien Jacquelin          | Francia  | 151   |

#### Individuale
| Pos. | Nome                       | Nazione  | Punti |
| ---- | -------------------------- | -------- | ----- |
| 1    | Johannes Thingnes Bø       | Norvegia | 195   |
| 2    | Tarjei Bø                  | Norvegia | 165   |
| 3    | Roman Rees                 | Germania | 137   |
| 4    | Sturla Holm Lægreid        | Norvegia | 135   |
| 5    | Vetle Sjåstad Christiansen | Norvegia | 128   |

#### Staffetta
| Pos. | Nazione  | Punti |
| ---- | -------- | ----- |
| 1    | Norvegia | 450   |
| 2    | Germania | 330   |
| 3    | Italia   | 290   |
| 4    | Francia  | 270   |
| 5    | Svezia   | 209   |

#### Nazioni
| Pos. | Nazione  | Punti |
| ---- | -------- | ----- |
| 1    | Norvegia | 9375  |
| 2    | Germania | 8309  |
| 3    | Francia  | 8131  |
| 4    | Svezia   | 7593  |
| 5    | Italia   | 7546  |

## Donne

### Risultati
| Data             | Località          | Nazione     | Spec. | Prima                                                                                                  | Seconda                                                                                          | Terza                                                                   |
| ---------------- | ----------------- | ----------- | ----- | --- | ------------------------------------------------------------------------------------------------ | ----------------------------------------------------------------------- |
| 26 novembre 2023 | Östersund         | Svezia      | IN    | Lisa Vittozzi                                                                                          | Franziska Preuß                                                                                  | Vanessa Voigt                                                           |
| 29 novembre 2023 | Östersund         | Svezia      | RL    | Norvegia Marthe Kråkstad Johansen Juni Arnekleiv Karoline Offigstad Knotten Ingrid Landmark Tandrevold | Svezia Anna Magnusson Linn Persson Elvira Öberg Hanna Öberg                                      | Germania Janina Hettich Selina Grotian Vanessa Voigt Franziska Preuß    |
| 1º dicembre 2023 | Östersund         | Svezia      | SP    | Lou Jeanmonnot                                                                                         | Karoline Offigstad Knotten                                                                       | Juni Arnekleiv                                                          |
| 3 dicembre 2023  | Östersund         | Svezia      | PU    | Lou Jeanmonnot                                                                                         | Franziska Preuß                                                                                  | Vanessa Voigt                                                           |
| 8 dicembre 2023  | Hochfilzen        | Austria     | SP    | Ingrid Landmark Tandrevold                                                                             | Elvira Öberg                                                                                     | Justine Braisaz                                                         |
| 9 dicembre 2023  | Hochfilzen        | Austria     | PU    | Elvira Öberg                                                                                           | Lena Häcki                                                                                       | Ingrid Landmark Tandrevold                                              |
| 10 dicembre 2023 | Hochfilzen        | Austria     | RL    | Norvegia Juni Arnekleiv Marit Ishol Skogan Karoline Offigstad Knotten Ingrid Landmark Tandrevold       | Svezia Anna Magnusson Mona Brorsson Hanna Öberg Elvira Öberg                                     | Francia Gilonne Guigonnat Lou Jeanmonnot Justine Braisaz Julia Simon    |
| 14 dicembre 2023 | Lenzerheide       | Svizzera    | SP    | Justine Braisaz                                                                                        | Ingrid Landmark Tandrevold                                                                       | Lisa Vittozzi                                                           |
| 16 dicembre 2023 | Lenzerheide       | Svizzera    | PU    | Justine Braisaz                                                                                        | Julia Simon                                                                                      | Marit Ishol Skogan                                                      |
| 17 dicembre 2023 | Lenzerheide       | Svizzera    | MS    | Justine Braisaz                                                                                        | Elvira Öberg                                                                                     | Hanna Öberg                                                             |
| 5 gennaio 2024   | Oberhof           | Germania    | SP    | Justine Braisaz                                                                                        | Franziska Preuß                                                                                  | Sophie Chauveau                                                         |
| 6 gennaio 2024   | Oberhof           | Germania    | PU    | Julia Simon                                                                                            | Justine Braisaz                                                                                  | Ingrid Landmark Tandrevold                                              |
| 7 gennaio 2024   | Oberhof           | Germania    | RL    | Francia Lou Jeanmonnot Justine Braisaz Sophie Chauveau Julia Simon                                     | Norvegia Juni Arnekleiv Marit Ishol Skogan Karoline Offigstad Knotten Ingrid Landmark Tandrevold | Svezia Anna Magnusson Linn Persson Hanna Öberg Elvira Öberg             |
| 10 gennaio 2024  | Ruhpolding        | Germania    | RL    | Francia Lou Jeanmonnot Jeanne Richard Sophie Chauveau Julia Simon                                      | Svezia Anna Magnusson Linn Persson Mona Brorsson Elvira Öberg                                    | Germania Janina Hettich Sophia Schneider Franziska Preuß Hanna Kebinger |
| 12 gennaio 2024  | Ruhpolding        | Germania    | SP    | Ingrid Landmark Tandrevold                                                                             | Mona Brorsson                                                                                    | Lisa Vittozzi                                                           |
| 14 gennaio 2024  | Ruhpolding        | Germania    | PU    | Lisa Vittozzi                                                                                          | Ingrid Landmark Tandrevold                                                                       | Juni Arnekleiv                                                          |
| 19 gennaio 2024  | Anterselva        | Italia      | IN    | Lena Häcki                                                                                             | Julia Simon                                                                                      | Lou Jeanmonnot                                                          |
| 21 gennaio 2024  | Anterselva        | Italia      | MS    | Julia Simon                                                                                            | Lou Jeanmonnot                                                                                   | Lena Häcki                                                              |
| 1º marzo 2024    | Oslo Holmenkollen | Norvegia    | IN    | Ingrid Landmark Tandrevold                                                                             | Elvira Öberg                                                                                     | Ida Lien                                                                |
| 2 marzo 2024     | Oslo Holmenkollen | Norvegia    | MS    | Lena Häcki                                                                                             | Julia Simon                                                                                      | Lou Jeanmonnot                                                          |
| 8 marzo 2024     | Soldier Hollow    | Stati Uniti | SP    | Justine Braisaz                                                                                        | Ingrid Landmark Tandrevold                                                                       | Lou Jeanmonnot                                                          |
| 9 marzo 2024     | Soldier Hollow    | Stati Uniti | RL    | Norvegia Juni Arnekleiv Ida Lien Karoline Offigstad Knotten Ingrid Landmark Tandrevold                 | Germania Janina Hettich Selina Grotian Vanessa Voigt Julia Kink                                  | Svezia Anna Magnusson Mona Brorsson Hanna Öberg Elvira Öberg            |
| 10 marzo 2024    | Soldier Hollow    | Stati Uniti | PU    | Lou Jeanmonnot                                                                                         | Lisa Vittozzi                                                                                    | Julia Simon                                                             |
| 14 marzo 2024    | Canmore           | Canada      | SP    | Lisa Vittozzi                                                                                          | Lou Jeanmonnot                                                                                   | Lena Häcki                                                              |
| 16 marzo 2024    | Canmore           | Canada      | PU    | Lisa Vittozzi                                                                                          | Lou Jeanmonnot                                                                                   | Justine Braisaz                                                         |
| 17 marzo 2024    | Canmore           | Canada      | MS    | Lou Jeanmonnot                                                                                         | Janina Hettich                                                                                   | Gilonne Guigonnat                                                       |

Legenda:

IN = individuale (15 km)

SP = sprint (7,5 km)

PU = inseguimento (10 km)

MS = partenza in linea (12,5 km)

RL = staffetta (4x6 km)

### Classifiche

#### Generale
| Pos. | Nome                       | Nazione  | Punti |
| ---- | -------------------------- | -------- | ----- |
| 1    | Lisa Vittozzi              | Italia   | 1091  |
| 2    | Lou Jeanmonnot             | Francia  | 1068  |
| 3    | Ingrid Landmark Tandrevold | Norvegia | 1044  |
| 4    | Justine Braisaz            | Francia  | 1025  |
| 5    | Julia Simon                | Francia  | 994   |
| 6    | Lena Häcki                 | Svizzera | 853   |
| 7    | Elvira Öberg               | Svezia   | 829   |
| 8    | Vanessa Voigt              | Germania | 631   |
| 9    | Karoline Offigstad Knotten | Norvegia | 629   |
| 10   | Janina Hettich             | Germania | 543   |

#### Sprint
| Pos. | Nome                       | Nazione  | Punti |
| ---- | -------------------------- | -------- | ----- |
| 1    | Ingrid Landmark Tandrevold | Norvegia | 418   |
| 2    | Justine Braisaz            | Francia  | 410   |
| 3    | Lisa Vittozzi              | Italia   | 373   |
| 4    | Lou Jeanmonnot             | Francia  | 333   |
| 5    | Elvira Öberg               | Svezia   | 265   |

#### Inseguimento
| Pos. | Nome                       | Nazione  | Punti |
| ---- | -------------------------- | -------- | ----- |
| 1    | Lisa Vittozzi              | Italia   | 398   |
| 2    | Julia Simon                | Francia  | 384   |
| 3    | Lou Jeanmonnot             | Francia  | 378   |
| 4    | Justine Braisaz            | Francia  | 357   |
| 5    | Ingrid Landmark Tandrevold | Norvegia | 318   |

#### Partenza in linea
| Pos. | Nome            | Nazione  | Punti |
| ---- | --------------- | -------- | ----- |
| 1    | Lou Jeanmonnot  | Francia  | 252   |
| 2    | Julia Simon     | Francia  | 241   |
| 3    | Lena Häcki      | Svizzera | 205   |
| 4    | Justine Braisaz | Francia  | 202   |
| 5    | Elvira Öberg    | Svezia   | 159   |

#### Individuale
| Pos. | Nome                       | Nazione  | Punti |
| ---- | -------------------------- | -------- | ----- |
| 1    | Lisa Vittozzi              | Italia   | 165   |
| 2    | Ingrid Landmark Tandrevold | Norvegia | 155   |
| 3    | Vanessa Voigt              | Germania | 150   |
| 4    | Lena Häcki                 | Svizzera | 122   |
| 5    | Julia Simon                | Francia  | 110   |

#### Staffetta
| Pos. | Nazione  | Punti |
| ---- | -------- | ----- |
| 1    | Norvegia | 376   |
| 2    | Svezia   | 345   |
| 3    | Francia  | 325   |
| 4    | Germania | 285   |
| 5    | Italia   | 206   |

#### Nazioni
| Pos. | Nazione  | Punti |
| ---- | -------- | ----- |
| 1    | Francia  | 8719  |
| 2    | Norvegia | 8376  |
| 3    | Svezia   | 8295  |
| 4    | Germania | 8058  |
| 5    | Italia   | 7380  |

## Misto

### Risultati
| Data             | Località          | Nazione  | Spec. | Prima                                                                             | Seconda                                                                                       | Terza                                                                       |
| ---------------- | ----------------- | -------- | ----- | --------------------------------------------------------------------------------- | --------------------------------------------------------------------------------------------- | --------------------------------------------------------------------------- |
| 25 novembre 2023 | Östersund         | Svezia   | SMX   | Svezia Sebastian Samuelsson Hanna Öberg                                           | Norvegia Sturla Holm Lægreid Juni Arnekleiv                                                   | Francia Fabien Claude Julia Simon                                           |
| 25 novembre 2023 | Östersund         | Svezia   | MX    | Francia Quentin Fillon Maillet Émilien Jacquelin Justine Braisaz Lou Jeanmonnot   | Norvegia Tarjei Bø Johannes Thingnes Bø Karoline Offigstad Knotten Ingrid Landmark Tandrevold | Italia Didier Bionaz Tommaso Giacomel Dorothea Wierer Lisa Vittozzi         |
| 20 gennaio 2024  | Anterselva        | Italia   | SMX   | Germania Vanessa Voigt Justus Strelow                                             | Norvegia Ingrid Landmark Tandrevold Vetle Sjåstad Christiansen                                | Austria Lisa Hauser Simon Eder                                              |
| 20 gennaio 2024  | Anterselva        | Italia   | MX    | Norvegia Juni Arnekleiv Karoline Offigstad Knotten Tarjei Bø Johannes Thingnes Bø | Italia Dorothea Wierer Lisa Vittozzi Didier Bionaz Tommaso Giacomel                           | Svezia Anna Magnusson Elvira Öberg Jesper Nelin Martin Ponsiluoma           |
| 3 marzo 2024     | Oslo Holmenkollen | Norvegia | SMX   | Norvegia Juni Arnekleiv Vetle Sjåstad Christiansen                                | Svezia Anna Magnusson Sebastian Samuelsson                                                    | Finlandia Suvi Minkkinen Otto Invenius                                      |
| 3 marzo 2024     | Oslo Holmenkollen | Norvegia | MX    | Francia Julia Simon Sophie Chauveau Fabien Claude Quentin Fillon Maillet          | Svezia Mona Brorsson Elvira Öberg Jesper Nelin Martin Ponsiluoma                              | Norvegia Ingrid Landmark Tandrevold Ida Lien Tarjei Bø Johannes Thingnes Bø |

Legenda:

MX = staffetta mista 2x6 km + 2x7,5 km 

SMX = staffetta mista individuale

### Classifiche
| Pos. | Nazione  | Punti |
| ---- | -------- | ----- |
| 1    | Norvegia | 465   |
| 2    | Francia  | 366   |
| 3    | Svezia   | 364   |
| 4    | Germania | 295   |
| 5    | Italia   | 293   |